# Kiyoko Arai
Kiyoko Arai (jap. あらい きよこ Arai Kiyoko), prawdziwe nazwisko to Kiyoko Haku (jap. 朴 清子 Haku Kiyoko) – japońska mangaka urodzona 1 czerwca w Tokio, Japonia. Zadebiutowała w styczniu 1984 historią Chotto dake Biyaku, która ukazała się w magazynie Ciao. Od tego czasu Arai pisała wiele utworów dla Ciao, jego siostrzanego magazynu ChuChu oraz Cheese!.

## Twórczość
- Alice ni Omakase!
- Angel Lip
- Natural Angel
- Ask Dr. Rin! (Dr. Lin ni Kiitemite!) (manga o tematyce feng shui)
- Beauty Pop
- Curry Club ni Ai ni Kite
- Genki de Fight!!
- Kamisama O•Ne•Ga•I
- Kokuhaku Hiyori
- Magical Idol Pastel Yumi
- Magical Star Magical Emi
- Yomogi Mochi Yake Ta?[2]

## Nagrody
W 1999 roku Arai wygrała Nagrodę Shogakukan Manga za shōjo-mangę Angel Lip.